# Neves (São Cristóvão e Neves)
Neves, ou Névis (em inglês: Nevis), ou  é uma ilha das Antilhas, na região das Caraíbas (Caribe), pertence ao Estado da Federação de São Cristóvão e Neves. Tem 93 km² e 12 106 habitantes (2006). Situa-se banhada pelo mar do Caribe a cerca de 220 milhas (350 km) a sudeste de Porto Rico e a 50 milhas (80 km) a oeste de Antígua. A sua capital é Charlestown.

## História

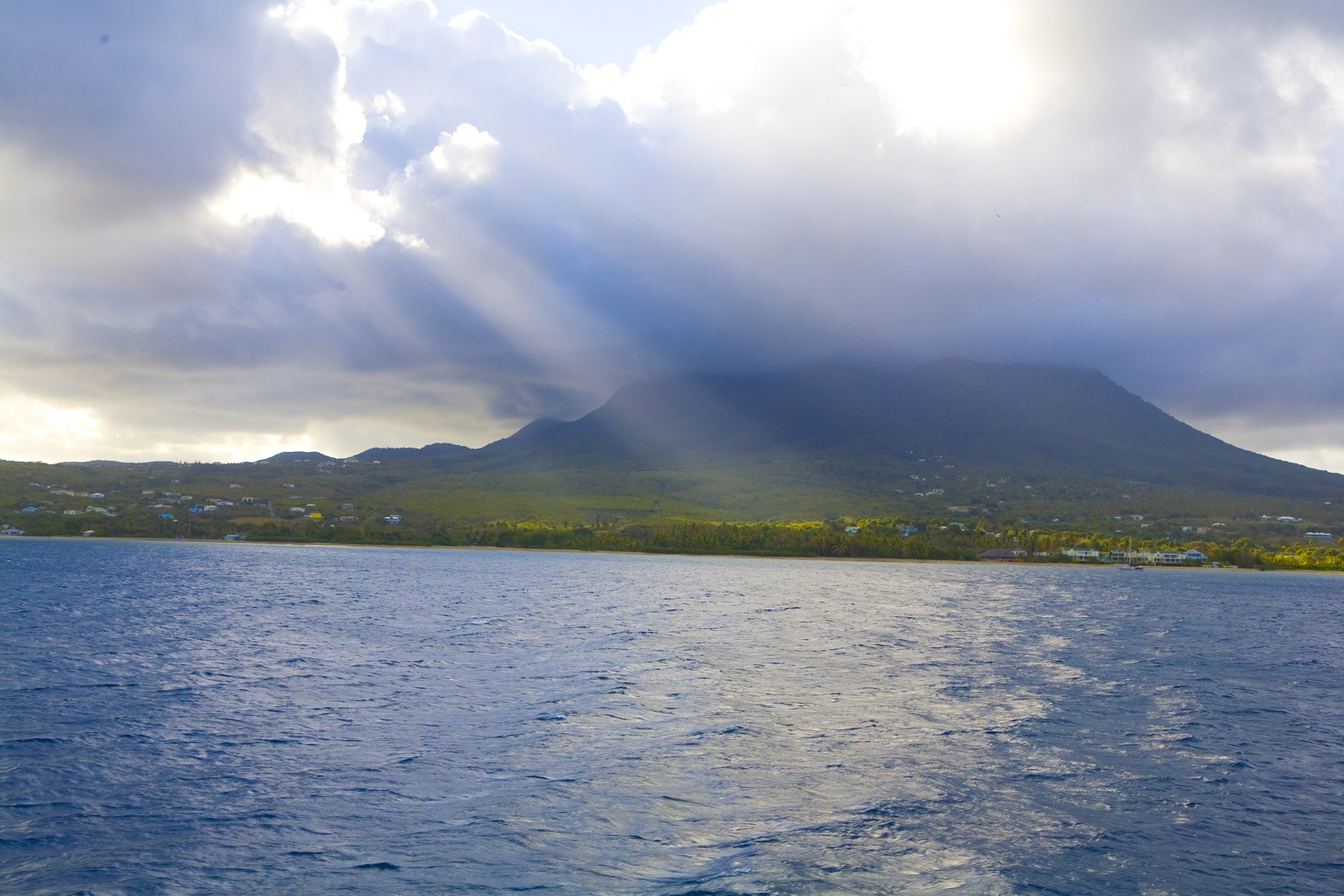
Parte da costa ocidental de Neves

Bandeira da Ilha de Neves

A ilha foi descoberta a 12 de novembro de 1493 pelo navegador Cristóvão Colombo, que lhe deu o nome de Nossa Senhora das Neves (no espanhol Nuestra Señora de las Nieves), pelo que a grafia mais correcta em português para o nome da ilha e do arquipélago devesse ser a de "São Cristóvão e Neves". Tornou-se território do império britânico em 1628, tendo ficado a ilha sujeita a ataques dos franceses durante todo o século XVII.

#### Ameríndios
Neves foi colonizado por mais de dois mil anos pelo povo ameríndio antes de ser avistado por Colombo em 1493. Os povos indígenas de Neves durante esses períodos pertenciam aos grupos ameríndios das Ilhas de Sotavento, popularmente chamados de Aruaques e Caribes, um complexo mosaico de grupos étnicos com cultura e idioma semelhantes. O antropólogo dominicano Lennox Honychurch traça o uso europeu do termo "Carib" para se referir aos aborígines das Ilhas de Sotavento por Colombo, que o tirou a partir dos Taínos de Hispaniola. Não era um nome que os caribes chamavam a si mesmos. "Índios caribenhos" era o nome genérico usado para todos os grupos que se acreditavam envolvidos em rituais de guerra canibais, mais particularmente o consumo de partes do corpo de um inimigo morto.
O nome ameríndio para Neves era Oualie, terra de belas águas. A estrutura da língua caribe da ilha foi identificada linguisticamente como aruaque.

#### Era Colonial
Apesar das alegações espanholas, Neves continuou sendo um ponto de parada popular para navios ingleses e holandeses a caminho do continente norte-americano. O capitão Bartholomew Gilbert, de Plymouth, visitou a ilha em 1603, passando duas semanas para cortar vinte toneladas de madeira lignum vitae. Gilbert viajou para a Virgínia para procurar sobreviventes do assentamento de Roanoke no que é hoje a Carolina do Norte. O capitão John Smith visitou Neves também a caminho da Virgínia em 1607. Essa foi a viagem que fundou Jamestown, o primeiro assentamento inglês permanente no Novo Mundo.
Em 30 de agosto de 1620, James VI e I da Escócia e Inglaterra reivindicou soberania sobre Neves, dando uma patente real para colonização ao conde de Carlisle. No entanto, o assentamento europeu real não aconteceu até 1628, quando Anthony Hilton se mudou da vizinha São Cristovão após uma conspiração de assassinato contra ele. Ele estava acompanhado por outros 80 colonos, que em breve seriam impulsionados por mais 100 colonos de Londres que originalmente esperavam estabelecer Barbuda. Hilton tornou-se o primeiro governador de Neves. Após o Tratado de Madri (1670) entre Espanha e Inglaterra, Neves tornou-se a sede da colônia britânica e o Tribunal do Almirantado também se sentou em Neves. Entre 1675 e 1730, a ilha foi a sede do comércio de escravos das Ilhas de Sotavento, com cerca de 6.000 a 7.000 africanos ocidentais escravizados passando a caminho de outras ilhas todos os anos. A Royal African Company trouxe todos os seus navios através de Neves. Um censo de 1678 mostra uma comunidade de irlandeses - 22% da população - existindo como servos contratados ou como homens livres.
Devido ao lucrativo comércio de escravos e à alta qualidade da cana de açúcar nevisiana, a ilha logo se tornou uma fonte dominante de riqueza para a Grã-Bretanha e a plantocracia britânica proprietária de escravos. Quando as Ilhas de Sotavento foram separadas de Barbados em 1671, Neves tornou-se a sede da colônia das Ilhas de Sotavento Britânicas e recebeu o apelido de "Rainha dos Caribes". Permaneceu capital colonial das Ilhas de Sotavento até que o assento foi transferido para Antígua por razões militares em 1698. Durante esse período, Neves foi a mais rica das Ilhas da colônia. A ilha superou ilhas maiores como a Jamaica na produção de açúcar no final do século XVII. A riqueza dos plantadores da ilha é evidente nos registros fiscais preservados nos Calendar State Papers no British Colonial Office Public Records, onde foi registrado o valor do imposto cobrado nas Ilhas de Sotavento. As somas registradas para 1676 como "imposto sobre escravos", um imposto pago em açúcar, totalizavam 384.600 libras em Neves, contra 67.000 em Antígua e São Cristóvão, 62.500 em Monserrate e 5.500 no total nas outras cinco ilhas. Os lucros no cultivo de açúcar em Neves foram aumentados pelo fato de o suco de cana de Neves produzir uma quantidade extraordinariamente alta de açúcar. Um galão (3,79 litros) de suco de cana de Neves produzia 24 onças (0,71 litros) de açúcar, enquanto um galão de São Cristóvão produzia 16 onças (0,47 litros). Vinte por cento da produção total de açúcar do Império Britânico em 1700 foram derivados de plantações de Neves. As exportações de colônias das Índias Ocidentais, como Neves, valiam mais do que todas as exportações de todas as Treze Colônias da América do Norte combinadas na época da Revolução Americana.
As famílias escravizadas formaram a grande força de trabalho necessária para se trabalhar nas plantações de açúcar. Após a década de 1650, o suprimento de criados brancos começou a secar devido ao aumento dos salários na Inglaterra e a menos incentivos para migrar para as colônias. No final do século XVII, a população de Neves consistia em uma pequena e rica elite plantadora no controle, uma população marginal de brancos pobres, uma grande maioria de escravos de ascendência africana e um número desconhecido de quilombolas, escravos fugitivos que viviam nas montanhas. Em 1780, 90% das 10.000 pessoas que viviam em Neves eram negras. Alguns dos quilombolas se uniram aos poucos caribes restantes em Neves para formar uma força de resistência. Memórias da luta dos quilombos nevisianos sob o sistema de plantações são preservadas em nomes de lugares como Maroon Hill, um dos primeiros centros de resistência.
A grande riqueza gerada pelas colônias das Índias Ocidentais levou a guerras entre Espanha, Grã-Bretanha e França. Pode-se dizer que a formação dos Estados Unidos é um subproduto parcial dessas guerras e os objetivos comerciais estratégicos que frequentemente ignoraram a América do Norte. Três corsários (William Kidd sendo um deles) foram empregados pela Coroa Britânica para ajudar a proteger os navios nas águas de Neves.
Durante o século XVII, os franceses, baseados em São Cristóvão, lançaram muitos ataques a Neves, às vezes assistidos pelas ilhas Caribes, que em 1667 enviaram uma grande frota de canoas em apoio. No mesmo ano, uma frota de invasão franco-holandesa foi repelida em Neves por uma frota inglesa. Cartas e outros registros da época indicam que os ingleses em Neves odiavam e temiam os ameríndios. Em 1674 e 1683, eles participaram de ataques às aldeias caribes na Dominica e São Vicente, apesar da falta de aprovação oficial da Coroa para o ataque.
Em Neves, os ingleses construíram Fort Charles e uma série de fortificações menores para ajudar na defesa da ilha. Isso incluiu a bateria de Saddle Hill, construída em 1740 para substituir um deodante no Monte Neves.
Emancipação
Em 1706, Pierre Le Moyne d'Iberville, o fundador franco-canadense da Louisiana na América do Norte, decidiu expulsar os ingleses de Neves e, assim, também interromper os ataques de piratas a navios franceses; ele considerava Neves a sede da região para a pirataria contra o comércio francês. Durante a invasão de d'Iberville em Neves, os bucaneiros franceses foram usados na linha de frente, famosos por serem assassinos cruéis após a pilhagem durante as guerras com a Espanha, onde ganharam a reputação de torturar e assassinar não-combatentes. Diante da força invasora, os milicianos ingleses de Neves fugiram. Alguns fazendeiros queimaram as plantações, em vez de deixarem-nas para os franceses, e se esconderam nas montanhas. Foram os africanos escravizados que mantiveram os franceses afastados pegando em armas para defender suas famílias e a ilha. Os quartéis de escravos também foram saqueados e queimados, pois a principal recompensa prometida aos homens que lutavam no lado francês no ataque era o direito de capturar o maior número possível de escravos e revendê-los na Martinica.
Durante os combates, 3.400 nevisianos escravizados foram capturados e enviados para a Martinica, mas cerca de 1.000, mal armados e sem treinamento militar, mantiveram as tropas francesas afastadas, segundo um testemunho ocular de um miliciano inglês, o qual escreveu que "o corajoso comportamento e defesa dos escravos lá envergonhavam o que alguns de seus senhores fizeram, e eles não se encolhem para nos dizer isso". Após 18 dias de luta, os franceses foram expulsos da ilha. Entre os homens, mulheres e crianças nevisianos carregados nos navios de d'Iberville, seis acabaram na Louisiana, as primeiras pessoas de ascendência africana a chegar lá.
Uma consequência do ataque francês foi uma indústria açucareira em colapso e, durante as dificuldades que se seguiram a Neves, pequenos lotes de terra nas plantações foram disponibilizados às famílias escravizadas, a fim de controlar a perda de vidas devido à fome. Com menos lucratividade para os proprietários ausentes, a importação de alimentos para os trabalhadores diminuiu. Entre 1776 e 1783, quando os suprimentos alimentares não chegaram por completo devido à rebelião na América do Norte, 300 a 400 nevisianos escravizados morreram de fome. Em 1 de agosto de 1834, a escravidão foi abolida no Império Britânico. Em Neves, 8.815 escravos foram libertados. A primeira segunda-feira de agosto é comemorada como o Dia da Emancipação e faz parte do festival anual "Nevis Culturama"
Um programa de aprendizado de quatro anos seguiu a abolição da escravidão nas plantações. Apesar do uso contínuo da força de trabalho, os proprietários de escravos nevisianos receberam do governo britânico mais de £ 150.000 em indenização pela perda de propriedade, enquanto as famílias escravizadas não receberam nada por 200 anos de trabalho. Uma das famílias mais ricas de plantadores de Neves, a Pinneys of Montravers Plantation, reivindicou 36.396 libras (atualmente, o equivalente a 1.800.000 libras) em compensação pelos escravos nas plantações familiares do Caribe.
Por causa da distribuição precoce das parcelas e porque muitos dos plantadores partiram da ilha quando o cultivo de açúcar se tornou inútil, uma porcentagem relativamente grande de nevisianos já possuía ou controlava terras com a emancipação. Outros se estabeleceram em terras da coroa. Esse desenvolvimento inicial de uma sociedade com a maioria dos pequenos agricultores e empresários proprietários de terras criou uma classe média mais forte em Neves do que em São Cristóvão, onde a indústria açucareira continuou até 2006. Mesmo que as 15 famílias da rica elite plantadora não controlem mais as terras aráveis, São Cristóvão ainda tem uma grande população da classe trabalhadora sem terra.

#### De 1800 até os dias atuais
Neves uniu-se a São Cristóvão e Anguila em 1882, tornando-se um estado associado com total autonomia interna em 1967, embora Anguila se separasse em 1971. Antes de 1967, o governo local de São Cristóvão também era o governo de Neves e Anguila. Neves tinha dois assentos e Anguila um assento no governo. O desenvolvimento econômico e de infraestrutura das duas ilhas menores não era uma prioridade para o governo federal colonial.
Quando o hospital em Charlestown foi destruído em um furacão em 1899, o plantio de árvores nas praças de São Cristóvão e a reforma de prédios do governo, também em São Cristóvão, tiveram precedência sobre a reconstrução do único hospital em Neves. Depois de cinco anos sem instalações médicas adequadas, os líderes em Neves iniciaram uma campanha, ameaçando buscar a independência sobre São Cristóvão. O administrador britânico em São Cristóvão, Charles Cox, não se comoveu. Ele afirmou que Neves não precisava de um hospital, pois não havia um aumento significativo no número de mortes durante o período em que os nevisianos estavam sem um hospital. Portanto, nenhuma ação foi necessária em nome do governo e, além disso, continuou Cox, o Conselho Legislativo considerava "Neves e Anguila como uma chatice para São Cristóvão e desejaria ver uma separação". Por fim, uma carta de reclamação ao Ministério Metropolitano das Relações Exteriores Britânico deu resultado e o governo federal de São Cristóvão  foi ordenado por seus superiores em Londres a tomarem medidas rápidas. O Conselho Legislativo levou mais cinco anos para considerar suas opções. A decisão final do governo federal foi não reconstruir o antigo hospital afinal, mas, converter o antigo Palácio do Governo em Neves em um hospital, chamado Alexandra Hospital, em homenagem à rainha Alexandra, esposa do rei Eduardo VII. A maioria dos fundos atribuídos ao hospital poderia, assim, ser gasta na construção de uma nova residência oficial em Neves.
Após a invasão de d'Iberville em 1704, os registros mostram a indústria açucareira de Neves em ruínas e uma população dizimada implorando ao Parlamento Inglês e parentes por empréstimos e assistência monetária para evitar a fome em toda a ilha. A indústria açucareira na ilha nunca se recuperou totalmente e durante a depressão geral que se seguiu à perda do monopólio do açúcar nas Índias Ocidentais, Neves passou por momentos difíceis e a ilha se tornou uma das mais pobres da região. A ilha permaneceu mais pobre que São Cristóvão até 1991, quando o desempenho fiscal de Neves superou o desempenho fiscal de São Cristóvão pela primeira vez desde a invasão francesa.
A eletricidade foi introduzida em Neves em 1954, quando dois geradores foram enviados para fornecer eletricidade à área em torno de Charlestown. Nesse sentido, Neves se saiu melhor que Anguila, onde não havia estradas pavimentadas, eletricidade e telefone até 1967. No entanto, a eletricidade não se tornou disponível em toda a ilha em Neves até 1971.
Um ambicioso programa de desenvolvimento de infraestrutura foi introduzido no início dos anos 2000, que incluiu uma transformação do porto de Charlestown, construção de um novo porto de águas profundas, ressurgimento e ampliação da Island Main Road, um novo terminal de aeroporto e torre de controle e uma grande expansão do aeroporto, que exigiu a realocação de uma vila inteira para abrir espaço para a extensão da pista.
Salas de aula modernizadas e escolas mais bem equipadas, bem como melhorias no sistema educacional, contribuíram para um salto no desempenho acadêmico da ilha. A taxa de aprovação entre os estudantes nevisianos que participam dos exames do Caribbean Examination Council (CXC), do Cambridge General Certificate of Education Examination (GCE) e do Caribbean Advance Proficiency Examinations agora é consistentemente uma das mais altas do Caribe de língua inglesa.

#### Furacões
- Setembro de 1989: houve uma quantidade considerável de danos causados pelo furacão Hugo.
- Em setembro de 1998, houve um grande estrago causado pelo furacão Georges.
- Novembro de 1999: Neves foi atingido pelo furacão Lenny, que causou grandes danos à infraestrutura da ilha na costa oeste, devido à trilha incomum da tempestade de oeste para leste.
- Outubro de 2008: Neves foi varrida com a borda do furacão Omar. Entre outros estabelecimentos, o Four Seasons Resort Nevis foi forçado a fechar para passar por reparos. O furacão Omar causou, assim, a perda de 600 empregos por mais de 2 anos; o resort foi reaberto em 15 de dezembro de 2010.
- Agosto de 2010: houve alguns danos em Neves pelo furacão Earl.
- Em setembro de 2010, houve alguns danos pelo furacão Igor.
- Em setembro de 2017, houve danos pelo furacão Irma.

#### Informações Gerais
Forma com a ilha de São Cristóvão o Estado soberano da Federação de São Cristóvão e Neves, tendo-se este tornado independente a 19 de setembro de 1983. Em 1971 o arquipélago de Anguila se separou da união (então existente) e que tinha por nome São Cristóvão-Neves-Anguila. Em 10 de agosto de 1998 um referendo rejeitou a independência completa da ilha de Neves face à ilha de São Cristóvão, com 2.427 votos a favor e 1.498 contra, ficando aquém da maioria de dois terços necessária.
Neves é uma ilha de forma quase circular e cónica na silhueta, dominada pelo pico vulcânico (Pico Neves) no seu centro.
Em Neves nasceu o estadista norte-americano Alexander Hamilton em 1755.
É sobretudo na exploração turística e na incorporação de empresas offshore que se baseia a economia da ilha.

## Geografia
A formação da ilha começou em meados do Plioceno, aproximadamente 3,45 milhões de anos atrás. Nove centros eruptivos distintos de diferentes idades geológicas, variando de meados do Plioceno ao Pleistoceno, contribuíram para a formação. Portanto, nenhum modelo único da evolução geológica da ilha pode ser verificado.
O Pico Neves (985 m (3.232 pés)) é o remanescente adormecido de um desses antigos estratovulcões. A última atividade ocorreu há cerca de 100.000 anos atrás, mas fumarolas e fontes termais ainda são encontradas na ilha, a mais recente formada em 1953. O cone composto do vulcão Neves tem duas crateras sobrepostas que são parcialmente preenchidas por uma cúpula de lava, criada nos últimos tempos pré-colombianos, e os fluxos piroclásticos e os fluxos de lama foram depositados nas encostas inferiores do cone simultaneamente. O Pico Neves está localizado na borda externa da cratera. Quatro outras cúpulas de lava foram construídas nos flancos do vulcão, uma no flanco nordeste (Madden's Mount), uma no flanco oriental (Butlers Mountain), uma na costa noroeste (Mount Lily) e uma na costa sul (Saddle Hill, com 375 metros de altura) .O ponto mais ao sul da ilha é Dogwood Point, que também é o ponto mais ao sul da Federação de São Cristóvão e Neves.
Durante a última era glacial, quando o nível do mar estava 60 m mais baixo, as ilhas de São Cristóvão, Neves e Santo Eustáquio (também conhecida como Statia) foram conectadas como uma ilha. Saba, no entanto, é separada desses três por um canal mais profundo.
Existem recifes de ondas visíveis ao longo das linhas costeiras norte e leste. Para o sul e oeste, os recifes estão localizados em águas mais profundas e são adequados para mergulho. A praia mais desenvolvida em Neves é a praia de Pinney, com 6,5 km de extensão, na costa oeste do Caribe. Existem praias de natação abrigadas em Oualie Bay e Cades Bay. A costa leste da ilha está voltada para o Oceano Atlântico e pode ter fortes ondas em partes da costa desprotegidas pelos recifes de coral. A cor da areia nas praias de Neves é variável: em muitas das praias maiores, a areia é de cor cinza-amarelada, mas algumas praias da costa sul têm areia mais escura, avermelhada ou até preta. Sob um microscópio, fica claro que a areia de Neves é uma mistura de pequenos fragmentos de coral, muitos foraminíferos e pequenos cristais dos vários constituintes minerais da rocha vulcânica da qual a ilha é feita.

### Geologia
Sete centros vulcânicos compõem Neves. Estes incluem Round Hill (3,43 Ma), Cades Bay (3,22 Ma), Hurricane Hill (2,7 Ma), Saddle Hill (1,8 Ma), Butlers Mountain (1,1 Ma), Red Cliff e o Pico Neves (0,98 Ma). São principalmente domos de lava de andesito e dacito, com fluxos associados de blocos e cinzas, além de lahars. O Pico Neves tem a altitude mais alta, com 984 m. Cades Bay e Farm Estate Soufriere são áreas notáveis de atividade hidrotérmica.
A água é canalizada desde 1911, a partir de uma nascente chamada "Source", localizada a 1.800 metros acima da montanha, para tanques de armazenamento em Rawlins Village e, desde 1912, até Butler's Village. Água potável adicional vem da Nelson's Spring, perto de Cotton Ground e Bath Spring. As águas subterrâneas são extraídas desde a década de 1990 e misturadas com a água da "Source".